# Chitaraque
Chitaraque è un comune della Colombia facente parte del dipartimento di Boyacá.
Il centro abitato venne fondato nel 1621, mentre l'istituzione del comune è del 26 gennaio 1790.